# Lahnradweg
Der Lahnradweg (bis 2020 Lahntalradweg) ist 245 Kilometer lang und führt von der Lahnquelle am Lahnkopf bei Netphen im Siegerland in Nordrhein-Westfalen durch Hessen und Rheinland-Pfalz bis zur Mündung der Lahn in den Rhein in Lahnstein. Sein Verlauf ist im Bereich zwischen Biedenkopf-Wallau und Cölbe identisch mit dem Hessischen Radfernweg R2. Zwischen Gießen und Limburg ist der Verlauf identisch mit dem Hessischen Radfernweg R7.
Der Lahnradweg ist vollständig beschildert. Die Beschilderung wurde zu einem großen Teil im Jahr 2002 erneuert und wird im hessischen Abschnitt von der Servicestelle Hessische Radfernwege gepflegt.
Im Jahr 2008 wurde der Lahnradweg zum ersten Mal mit vier von fünf möglichen Sternen vom ADFC als Qualitätsroute ausgezeichnet. 2017 wurde der Radweg zum wiederholten Mal ausgezeichnet. Zuletzt wurde er 2024 mit drei Sternen ausgezeichnet.

## Streckenverlauf
Die Entfernungs- und Höhenangaben sind dem Radroutenplaner Hessen entnommen.

### Lahnquelle–Marburg
(Lahnkopf–Bad Laasphe–Biedenkopf–Dautphetal–Lahntal–Marburg
68 km; 245 Höhenmeter Steigungen; 673 Höhenmeter Gefälle.)
Der Weg beginnt unterhalb des Lahnkopfes (624,9 m ü. NN) auf 612 m ü. NN. Er ist gut beschildert und führt auf einem Schotterweg bergab. Nach etwa drei Kilometern ist der Weg bis hinter der Ortschaft Glashütte asphaltiert. Zwischen Feudingen und Bad Laasphe ist der Weg bis auf einige kurze Abschnitte geschottert. In Bad Laasphe wird der Lahnradweg teilweise entlang der Bundesstraße 62 geführt. Ab Biedenkopf-Wallau verläuft er wieder über asphaltierte Feldwege. Die Kernstadt Biedenkopf wird nur südlich berührt. Zwischen Biedenkopf und Cölbe führt der Lahnradweg meist im Bereich der Lahnauen oder der Bahnstrecke. Der Ort Cölbe muss zwar durchfahren werden, allerdings wurde neben der Hauptstraße ein Radweg angelegt. Die Stadt Marburg kann größtenteils direkt an der Lahn entlang, unterhalb der B3, durchfahren werden, Querungen über den Fluss sind durch mehrere Brücken in der Stadt möglich.

### Marburg–Wetzlar
(Marburg–Weimar (Lahn)–Fronhausen–Lollar–Wettenberg–Gießen–Heuchelheim–Lahnau–Wetzlar
54 km; 229 Höhenmeter Steigungen; 258 Höhenmeter Gefälle)

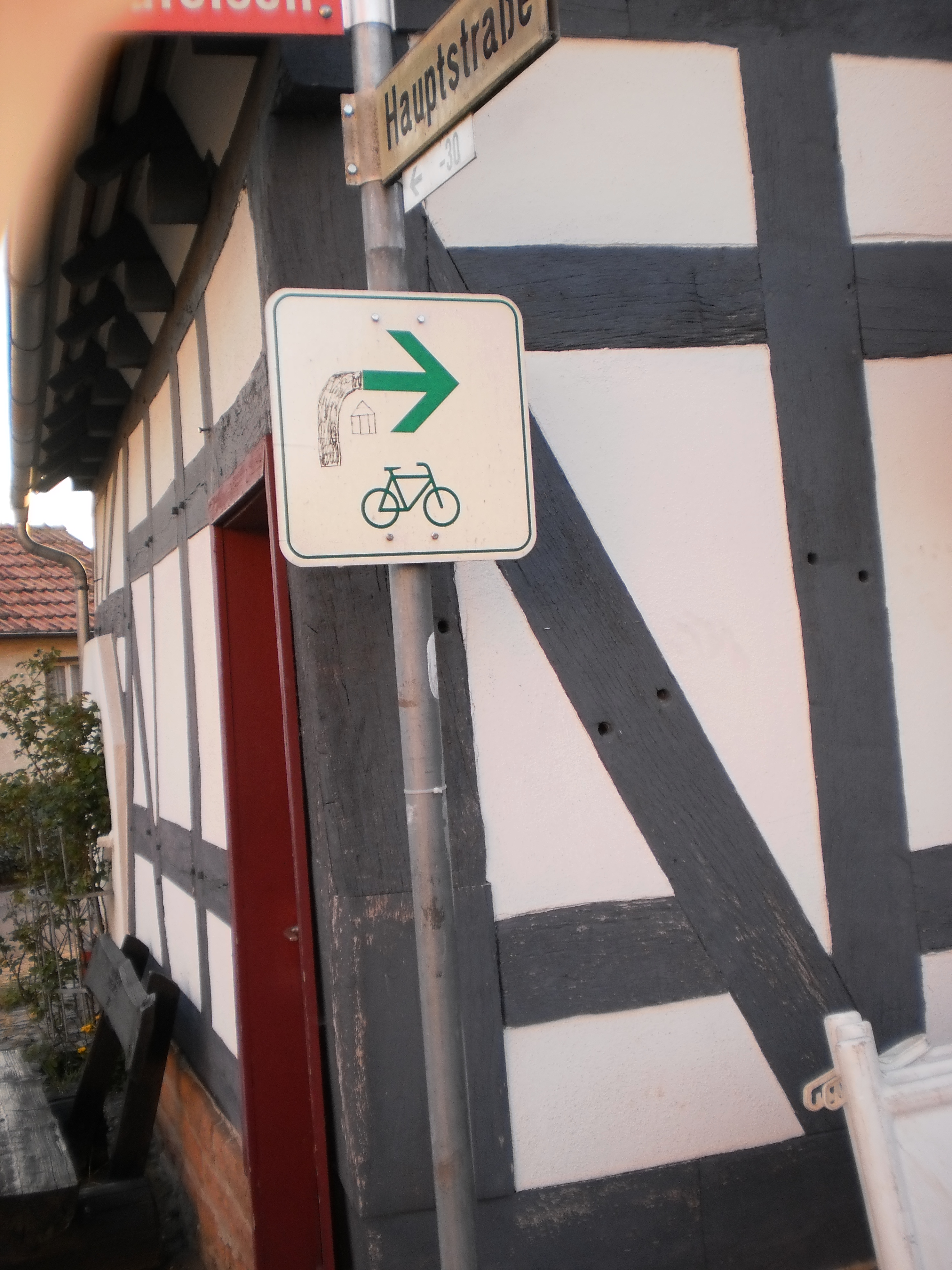
Backhaus in Sichertshausen 2015

In Niederweimar führt der Lahnradweg direkt an einem großen Badesee, dem Weimarer See, vorbei. Von Niederweimar bis kurz vor Lollar verläuft die Route überwiegend durch Wiesen und Felder, streift jedoch auch die Haltepunkte der Main-Weser-Bahn, oder wird etwa in Bellnhausen bei Fronhausen durch die verkehrsberuhigten Ortskerne geführt, die bis in die 90er Jahre hinein von der ebenfalls parallel verlaufenden Bundesstraße 3 verlärmt waren.
Die Strecke von Fronhausen bis Gießen ist noch einmal idyllisch. Man passiert Odenhausen, Ruttershausen (mit kleinem Dorfladen und Café) und Wissmar mit seinem Holztechnikmuseum.
Die Durchfahrt von Gießen erfolgt ausschließlich rechts der Lahn, somit wird die Kernstadt nicht durchfahren.
Bei Dutenhofen wird wiederum ein großer Badesee, der Dutenhofener See, in einiger Entfernung passiert. Die Route führt seit der Verbesserung im Jahr 2002/2003 durch Heuchelheim. Der Lahnradweg bleibt bis Wetzlar auf der rechten Flussseite. Kurz vor Wetzlar wird die Autobahn 45 (Sauerlandlinie) unterquert.

### Wetzlar–Limburg

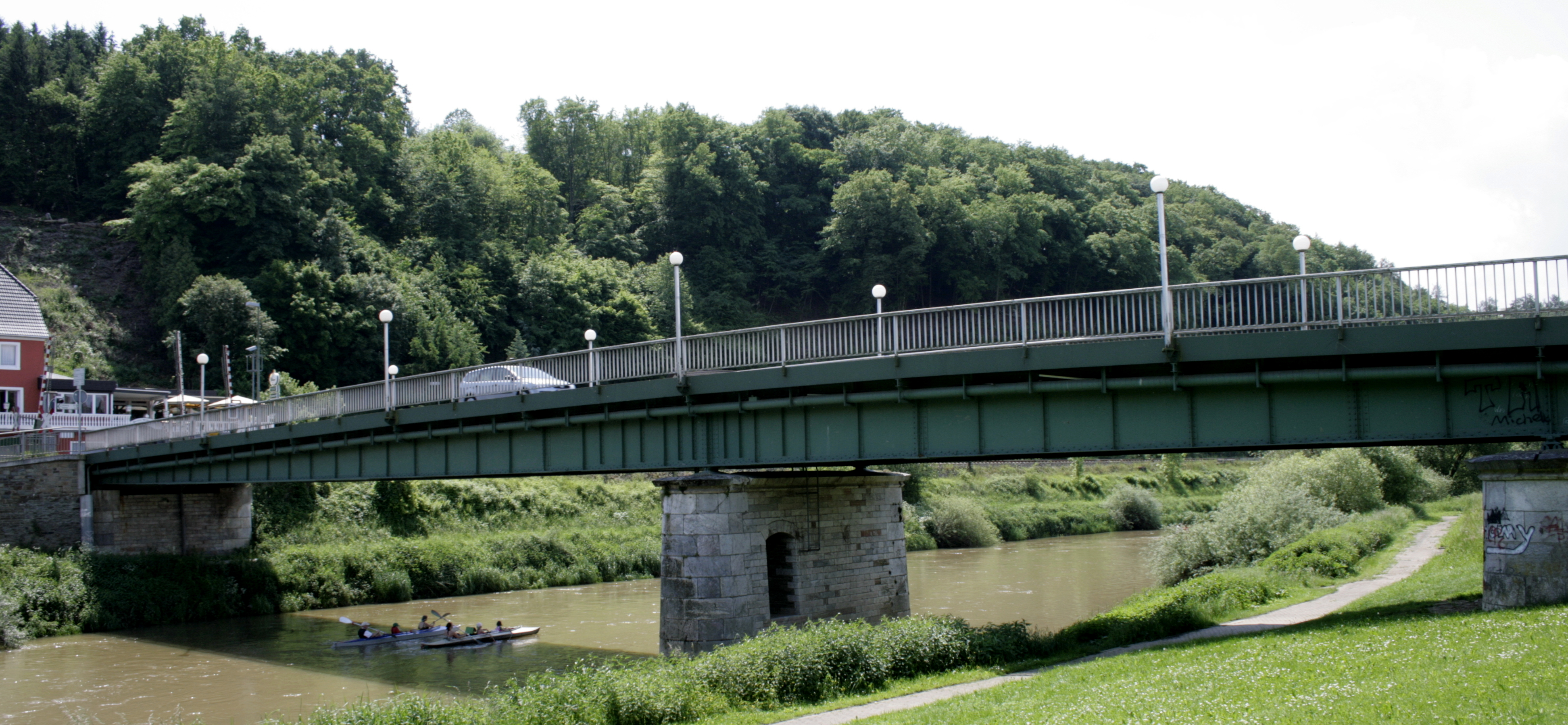
Der Lahnradweg unter der Lahnbrücke bei Aumenau

(Wetzlar–Solms–Braunfels–Leun–Löhnberg–Weilburg–Weinbach–Villmar–Runkel–Limburg an der Lahn
77 km; 357 Höhenmeter Steigungen; 398 Höhenmeter Gefälle)
Zwischen Wetzlar und Stockhausen verläuft der Lahnradweg parallel zur Schnellstraße B49, die autobahnähnlich ausgebaut ist. Auf dem Weg von Löhnberg über Weilburg, Limburg und Diez bis Balduinstein erwartet Radfahrer und Wanderer eine der schönsten Landschaften mit größtenteils absoluter Ruhe zum Entspannen.
Hinter Weilburg endet links der Weiltalweg, der vom Großen Feldberg im Taunus kommt. Um den Weiltalweg zu erkunden, muss man erst ein kleines Stück Straße in das Tal hineinfahren, dann geht es auf die ehemalige Weiltalbahn-Strecke nach Weilmünster. Ab hier finden nun erstmals nur die Lahn, die Bahnstrecke und der Radweg im engen Tal Platz.
Beim Lahnradweg wurde das Teilstück zwischen Aumenau und Villmar seit 30. Juni 2006 vollständig angelegt. Die bisherige steigungsreiche Strecke, die nicht an der Lahn entlangführte, ist somit entfallen.
Bei der Einmündung des Dörsbaches existiert ein Anschluss an die Streuobstroute im Nassauer Land. In Kerkerbach endet der Kerkerbachradweg. Er verläuft in der Nachbarschaft der ehemaligen Kleinbahn.
In Dietkirchen zweigt der Hessische Radfernweg R8 nach Bad Camberg und Idstein ab, in Limburg zweigt er in Richtung Elz und Dillenburg ab.

### Limburg–Mündung in Lahnstein
(Limburg an der Lahn–Diez–Nassau–Bad Ems–Lahnstein
61,5 km; 674 Höhenmeter Steigungen; 719 Höhenmeter Gefälle)
In Diez mündet der Aartal-Radweg ein. Hinter Diez gelangt man in den schönsten Teil des Lahntals, fernab des Straßenverkehrs.

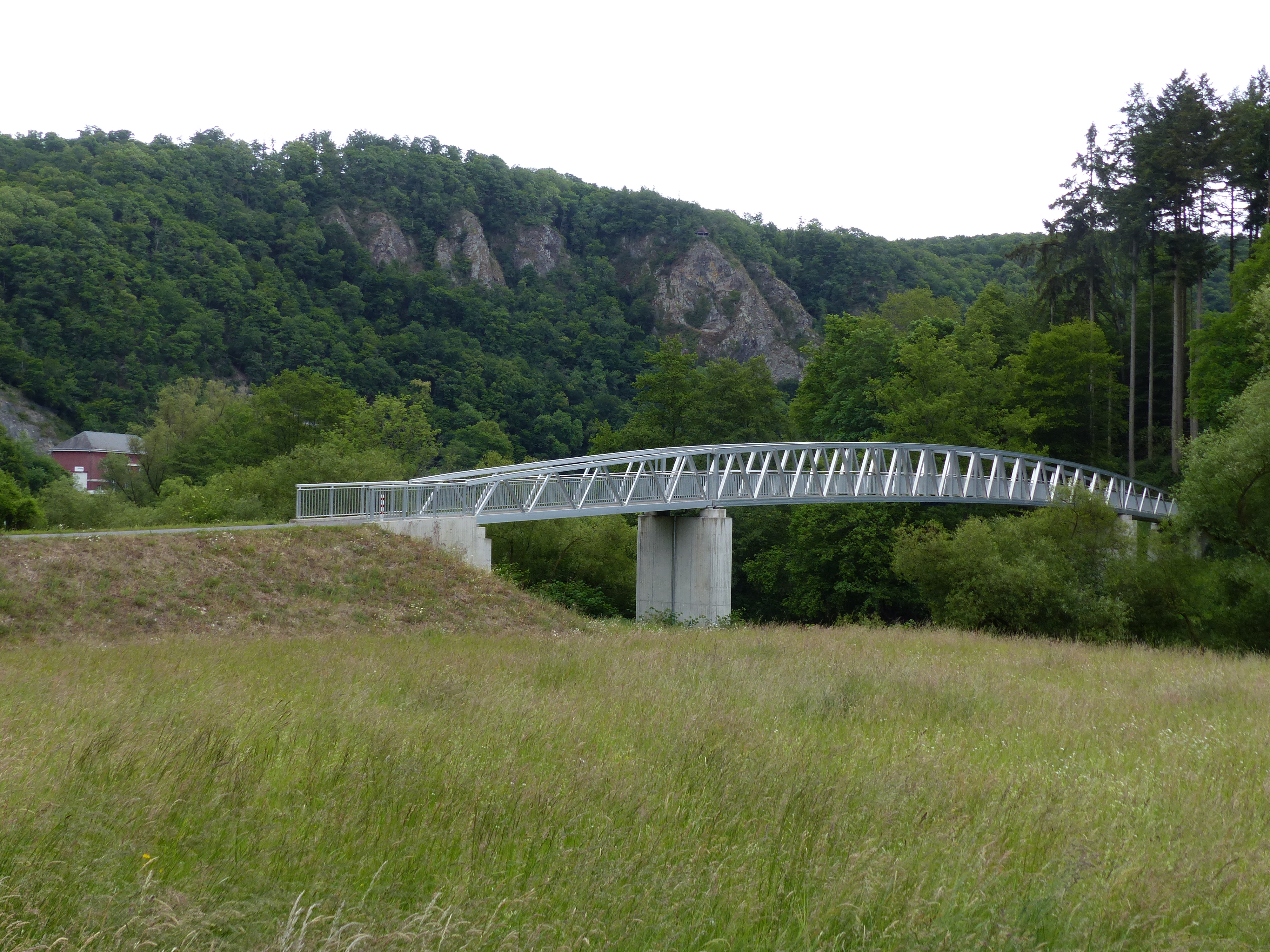
Untere der beiden Radbrücken zwischen Geilnau und Laurenburg mit dem Kraftwerk Cramberg im Hintergrund

Ein Teilstück des Radwegs entfernte sich bis Herbst 2022 zwischen Balduinstein und Laurenburg in einem Bogen mit steiler Auf- und Abfahrt bei 200 Höhenmetern über Holzappel von der Lahn. Um die Steigung zu umgehen, wurde empfohlen, die Regionalbahn zu benutzen. Der Ausbau des Abschnitts Geilnau-Laurenburg und damit der lange geforderte Lückenschluss direkt am Flusslauf wurde durch den Bau zweier Brücken ermöglicht, so dass ein Naturschutzgebiet umfahren werden kann. Im Herbst 2022 wurde der Lahnradweg im Tal fertiggestellt.
Ab Laurenburg verläuft der Lahnradweg zweieinhalb Kilometer neben der Bundesstraße, anschließend geht es unten entlang des Flusses weiter abgeschirmt vom Lärm der Bundesstraße. Im Abschnitt Obernhof-Nassau ist ein 400 Meter langer Aufstieg mit 14 Prozent Steigung bis zum Kloster Arnstein zu meistern. Von Nassau über Bad Ems nach Lahnstein folgen keine weiteren Steigungen.

## Landschaft
Das obere Lahntal gehört zum Naturraum Rheinisches Schiefergebirge und zählt zu den reizvollsten Landschaften Hessens. Oberes und Unteres Lahntal bilden weitgehend die natürliche Begrenzung des Naturschutzgebiets Lahn-Dill. Über verschiedene Rad- und Wanderwege (zum Beispiel der Mühlen- oder der Ubbelohderadweg in der Gemeinde Lahntal) wird eine attraktive Verbindung zum Burgwald, einem der waldreichsten Gebiete Deutschlands, geschaffen.
Tief eingeschnittene Täler und steile Kuppen prägen die Ausläufer des Rothaargebirges und des Gladenbacher Berglandes im Westen von Marburg. Vom 498 Meter hohen Rimberg zwischen Dautphetal-Damshausen und Lahntal-Caldern eröffnet sich ein großartiger Ausblick sowohl auf das Bergland im Westen, zu dem auch der Schelder Wald gehört, wie auf die Buntsandsteinlandschaften, die sich zum Beispiel mit dem Marburger Rücken im Osten anschließen. Der Maler Otto Ubbelohde ließ sich von der Vielfalt dieser Landschaft inspirieren und in zahlreichen seiner Zeichnungen erkennt man Teile davon wieder.

## Sehenswürdigkeiten
Am Lahnradweg finden sich viele alte Kloster- und Burganlagen, Kirchen und Heimatmuseen sowie landschaftliche Sehenswürdigkeiten.

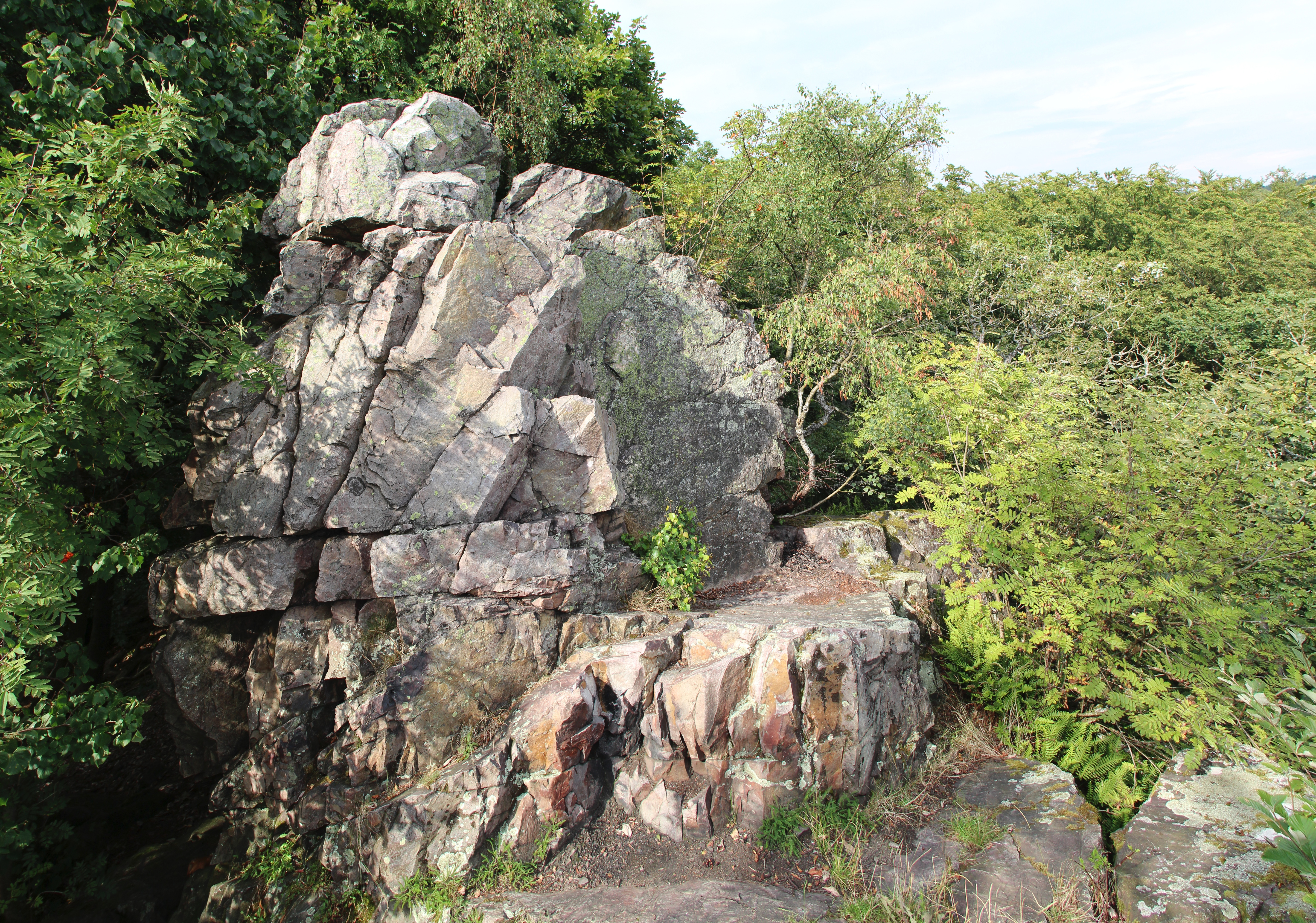
Die Wichtelhäuser

- Wichtelhäuser, eine mächtige Felsgruppe am Wollenberg in Brungershausen. Ein ausgeschilderter Wanderweg führt direkt zu dieser Felsformation.
- Altstadt von Marburg, Landgrafenschloss Marburg, Elisabethkirche
- Lahntal mit alten Bauerndörfern ausgestattet.
- Schloss Friedelhausen mit Hofgut, Burg Staufenberg, sowie das Hessische Holz + Technikmuseum.
- Badenburg
- Mathematikum
- Altstadt von Wetzlar, Wetzlarer Dom, Optikparcours
- Kloster Altenberg in Solms
- Schloss Braunfels, eingebettet in die Fachwerk-Altstadt.
- Weilburg mit barocker Schlossanlage, Altstadt und dem einmaligen Schifffahrtstunnel
- Limburger Dom
- Diez mit dem Grafenschloss Diez und dem Schloss Oranienstein
- Balduinstein mit Schloss Schaumburg
- Obernhof mit Kloster Arnstein
- Nassau mit Burg Nassau.
- Kurstadt Bad Ems

## Bahnverbindungen
Der quellnächste Bahnhof ist Feudingen, etwa zehn Kilometer unterhalb der Lahnquelle. Er liegt an der Bahnstrecke Marburg–Erndtebrück. Die bequemste Anreise zur Lahnquelle ist der Bahnhof Lützel an der Bahnstrecke Siegen–Kreuztal–Erndtebrück. Von dort sind es zwölf Kilometer auf dem Kamm des Rothaargebirges (durchgängig asphaltiert). Auf allen Strecken ist nur ein Personenfahrschein zu lösen, die Fahrradmitnahme ist unterschiedlich geregelt und kostet etwa fünf Euro, bei Nutzung des Hessentickets ist sie kostenlos. Fast alle Züge haben Fahrradabteile. Zu bestimmten Zeiten werden zusätzliche Fahrradzüge eingesetzt. In der Hochsaison stoßen die Kapazitäten manchmal an ihre Grenzen.
- Obere Lahntalbahn: Erndtebrück–Biedenkopf–Marburg
- Main-Weser-Bahn: Frankfurt a. M.–Gießen–Marburg–Kassel
- Lahntalbahn: Gießen–Wetzlar–Koblenz

## Hochwasser und Bauarbeiten

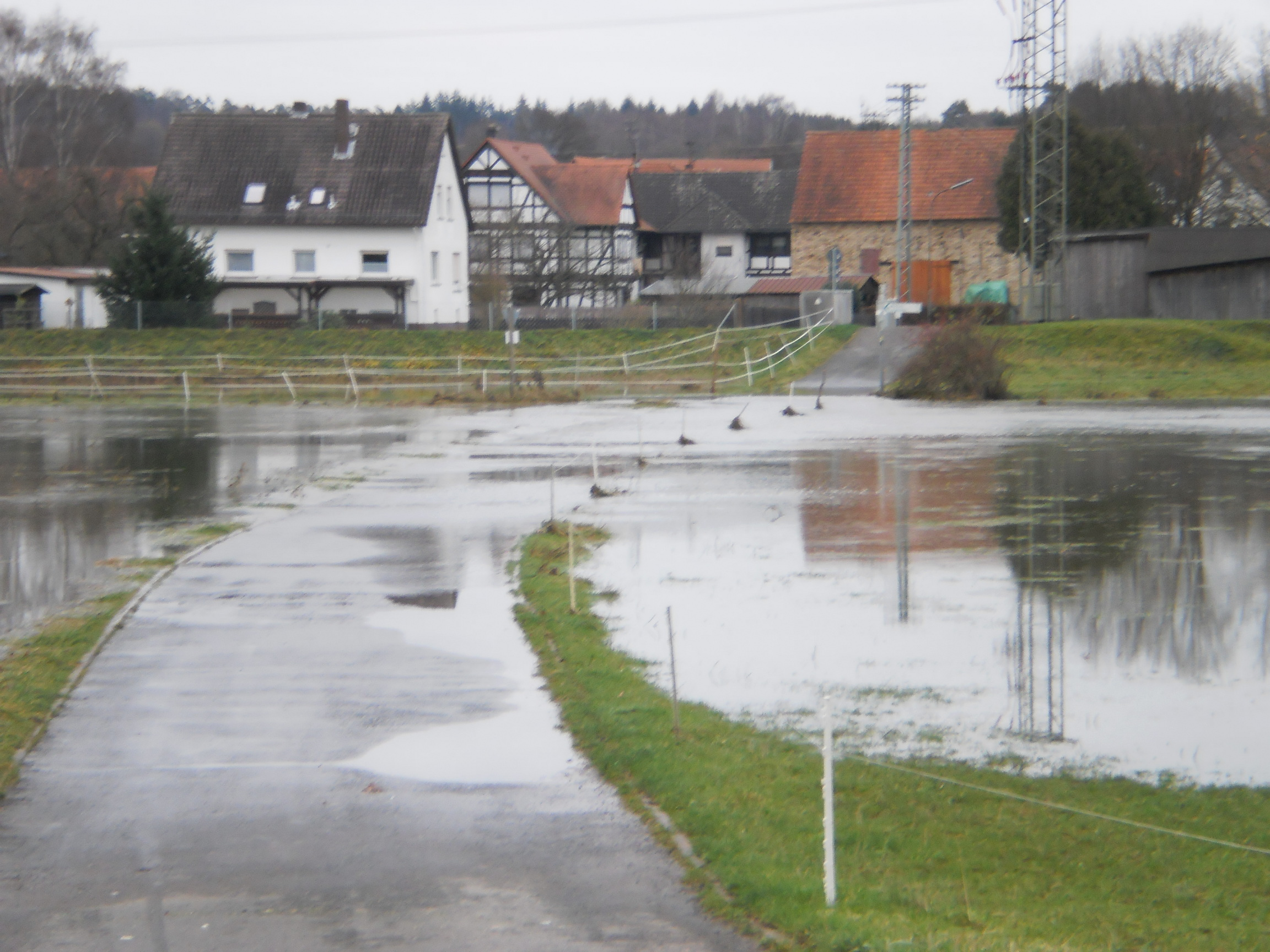
Flutmulde bei Weimar-Roth.

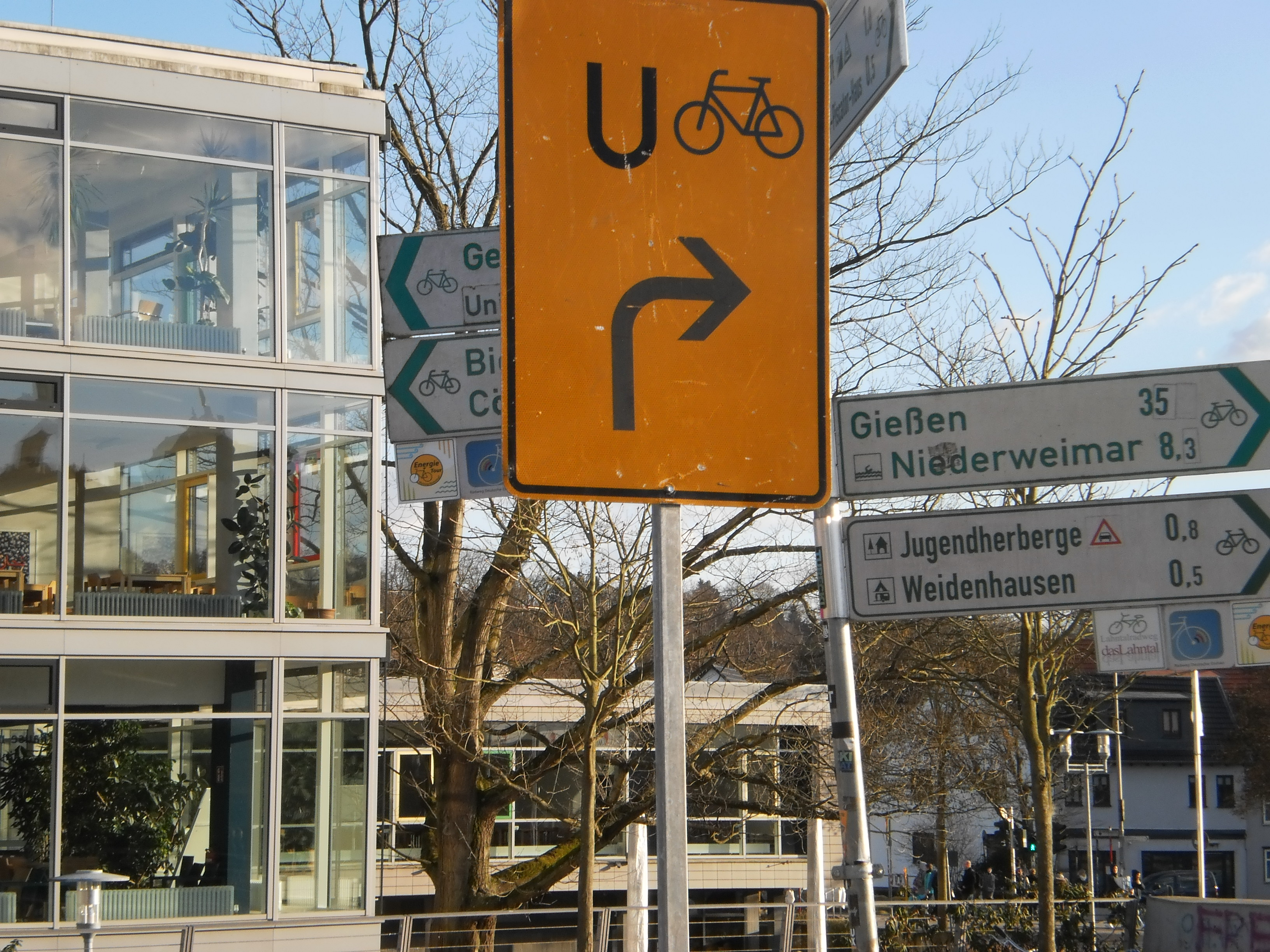
Wegweiser des Lahnradwegs mit Umleitung für den Radverkehr in Marburg wegen Bauarbeiten an der Weidenhäuser Brücke (2018)

Naturgemäß ist die nahe Umgebung von Flüssen zeitweise von Hochwasser betroffen, die durchgehende Befahrbarkeit des Lahnradwegs ist dann eingeschränkt.

## Galerie

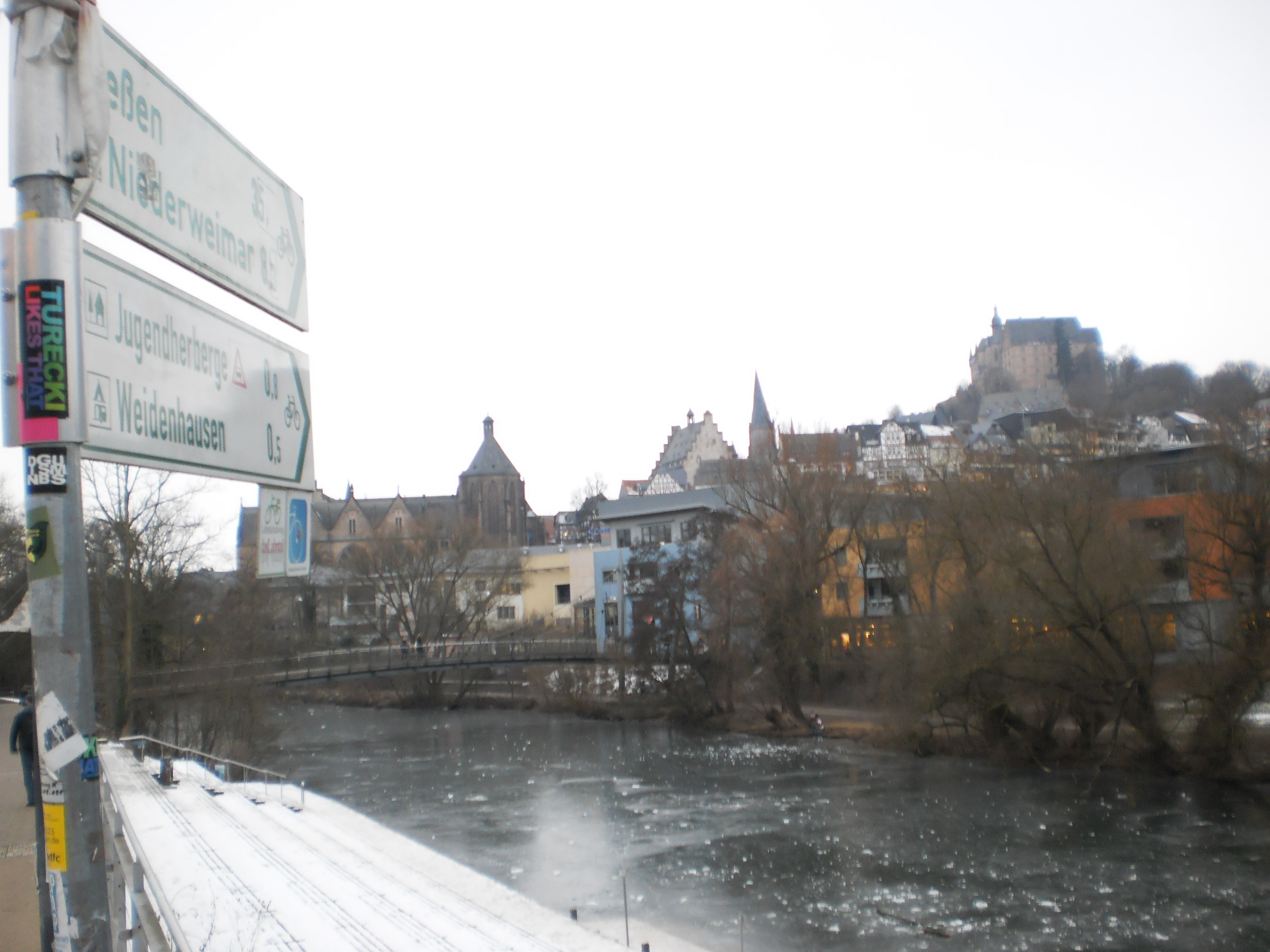
Wegweisung an der Wolfgang-Abendroth-Brücke in Marburg (Winter 2017)
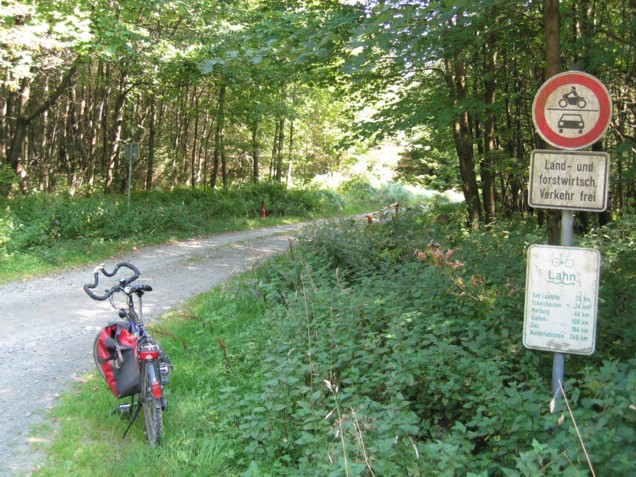
Beginn des Radweges in Lahnhof
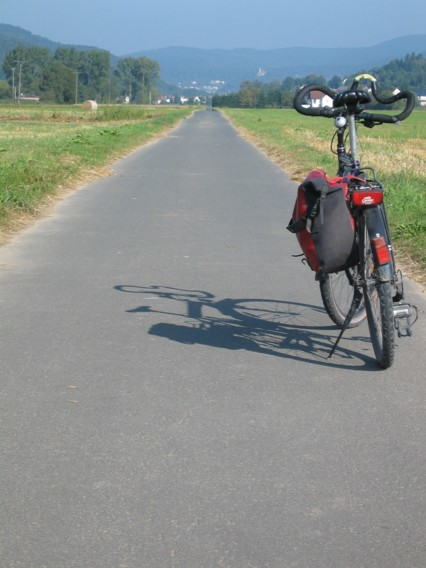
Zwischen Cölbe und Biedenkopf in Richtung Biedenkopf
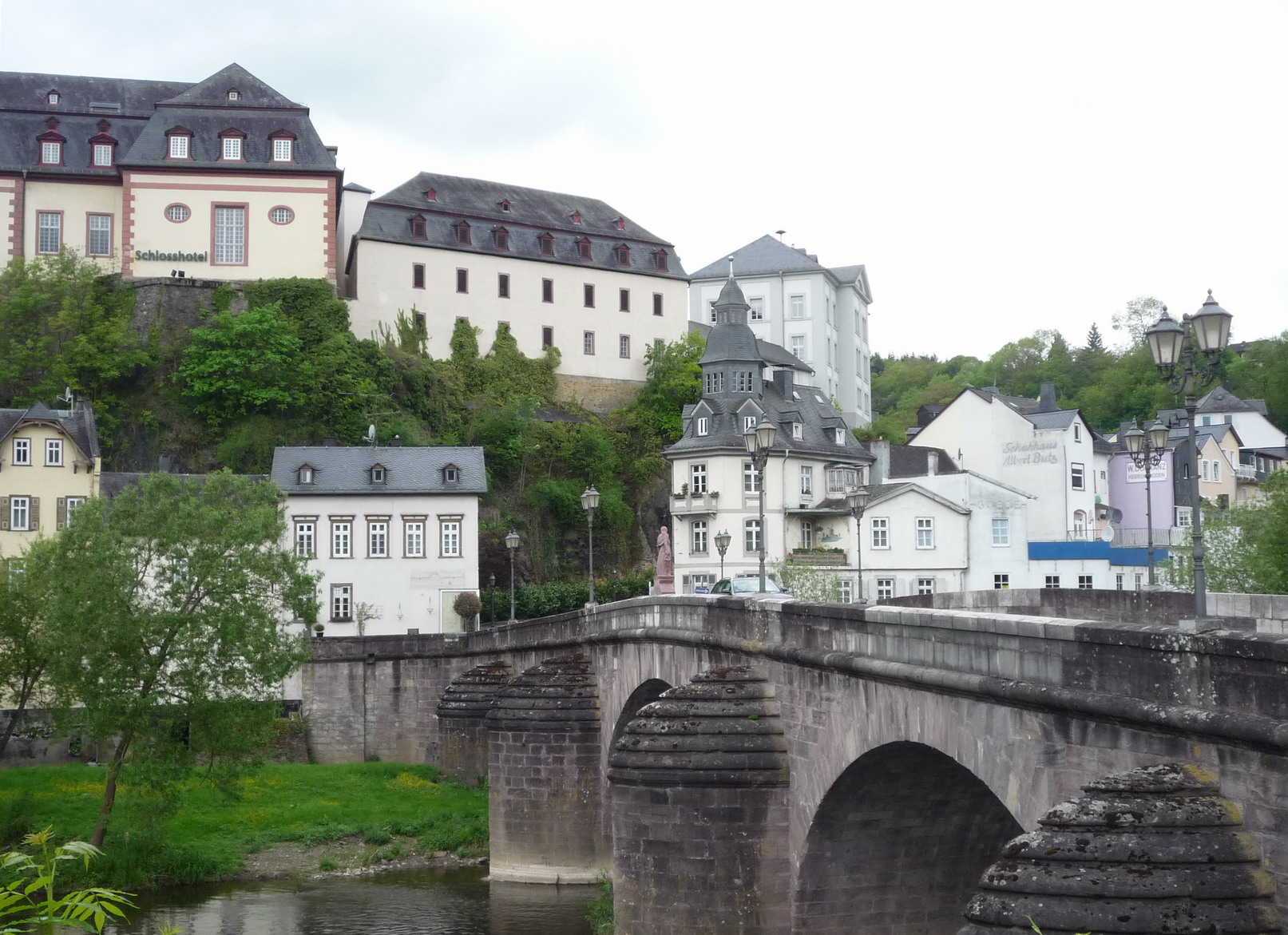
Weilburg: Steinerne Lahnbrücke mit Schloss links oben